# Septoria negundinis
Septoria negundinis är en svampart som beskrevs av Ellis & Everh. 1893. Septoria negundinis ingår i släktet Septoria och familjen Mycosphaerellaceae.   Inga underarter finns listade i Catalogue of Life.